# C/2013 V1 Boattini
C/2013 V1 (Boattini) è una cometa non periodica. È la venticinquesima cometa scoperta dall'astronomo italiano Andrea Boattini. All'inizio del 2017 ha avuto un incontro abbastanza lungo e ravvicinato con il pianeta Saturno, che potrebbe cambiare la sua orbita.